# 撒巴斯多斯神庙
撒巴斯多斯神庙（Temple of the Sebastoi）原名图密善神庙，位于小亚细亚的以弗所，是一座供奉弗拉维王朝君王的古罗马神庙，建于公元89/90年，罗马皇帝图密善在位时期。 
撒巴斯多斯是“奥古斯都”这个称号的希腊文表达。
由于这座神庙的存在，以弗所城成为第一座拥有“神庙看守者”（neokoros）头衔的城市。